# Zwartsnavelduif
De zwartsnavelduif (Turtur abyssinicus) is een vogel uit de familie Columbidae.

## Herkenning
De vogel is gemiddeld 20 cm lang en weeg 51 tot 78 gram. Net als de smaragdvlekduif is de vogel overwegend grijs, van onder lichtgrijs en van boven donkerder grijs met een grijsblauwe kopkap. De glansvlekken op de vleugel zijn donkerblauw en iets kleiner dan bij de smaragdvlekduif. De snavel is zwart en er loopt een zwarte streep naar het oog.

## Verspreiding en leefgebied
Deze soort komt voor in Afrika, bezuiden de Sahara, met name van Mauritanië, Senegal en Gambia tot Eritrea, Ethiopië en Oeganda.
Het leefgebied ligt in droge gebieden zoals savanne, maar daarbinnen heeft de duif een voorkeur voor dicht begroeid terrein zoals rond waterbronnen.

## Status
De grootte van de wereldpopulatie is niet gekwantificeerd, maar de vogel is algemeen en plaatselijk soms talrijk. Men veronderstelt dat de soort in aantal stabiel is. Om deze redenen staat de zwartsnavelduif  als niet bedreigd op de Rode Lijst van de IUCN.